# Little Capone
Pour plus de détails, voir Fiche technique et Distribution.
Little Capone est un film français réalisé et produit par Éric Atlan en 2006.

## Fiche technique
- Titre : Little Capone
- Réalisation : Éric Atlan
- Scénario : Marie-Claude Dazun et Éric Atlan
- Dialogues : Marie-Claude Dazun
- Producteur Délégué : Éric Atlan (Les Nouveaux Producteurs Associés)
- Coproducteur : Bolloré Production
- Producteurs Associés : William Poupaert - Thierry Miranne
- Avec la Participation de : David Yetta - Jérôme Yetta et Akad Daroul
- Compositeur : Éric Atlan

## Distribution
- Peter Bohr : Little Capone
- Aurélie Dalmasso : Blanche
- Stéphane Excoffier : La Mama
- Charles Valora : Giuseppe
- Marc Diabira : Le médecin
- Patrick Alagueratéguy : Le Curé
- Gwenn Aël : Arturo